# Hot Springs (Dakota Południowa)
Hot Springs – miasto w Stanach Zjednoczonych, w stanie Dakota Południowa, w hrabstwie Fall River.